# Soulwax
Soulwax is een Belgische electrohouse- en rockgroep, aangevoerd door de gebroeders Stephen Dewaele (4 juli 1970) en David Dewaele (24 mei 1975) en Stefaan Van Leuven (14 juni 1974).
Behalve onder de naam Soulwax zijn er ook nummers uitgebracht onder de pseudoniemen "Samantha Fu" en "Kawazaki". Daarnaast zijn David en Stephen Dewaele als dj-duo actief onder de naam 2manydjs en daarvoor als "The Flying/Fucking Dewaele Brothers".
Samen met de Britse dj Henry Riton en zijn zwager Fergus Purcell, alias Fergadelic (die ook de animaties voor hun radiostation "Radio Soulwax" produceert) vormen ze de krautrockformatie "Die Verboten".

## Biografie
De kern van Soulwax zijn de twee broers Dewaele en Stefaan Van Leuven. De jeugdjaren van de broers speelden zich af in Gent en waren vanaf het begin gevuld met allerhande soorten muziek. Hun vader (Jackie Dewaele) was immers op dat moment radio-dj en beschikte over een uitgebreide platencollectie die de broers absorbeerden als een spons. De oudste van de twee broers, Stephen, was al van jongs af geïnteresseerd in dj'en en mocht in zijn prille tienerjaren dan ook een eigen radioshowtje vullen op Radio Go. De jongere David zou pas een aantal jaren nadien de gitaar oppikken en begon een groepje met zijn twee jeugdvrienden Stefaan Van Leuven (bas) en Piet Dierickx (drums). Stephen zou zich dan bij hen vervoegen en werd de zanger van de groep die de naam Soulwax meekreeg.
Soulwax maakte een goede indruk op de lokale concerten die ze gaven, want algauw trokken ze de aandacht van de platenfirma's. Uiteindelijk ging hun keuze uit naar PIAS, een Belgisch label dat al met Front 242 hoge ogen had gegooid.
In 1996 kwam de eerste Soulwaxplaat uit: Leave The Story Untold. Hiervoor trokken ze naar LA om samen te werken met Chris Goss, de frontman van Masters Of Reality en een gerenommeerd cultfiguur. De eerste plaat werd goed onthaald, maar vertaalde zich niet in een groot commercieel succes. Singles hieruit zijn onder ander Caramel en Kill Your Darlings.
In 1998 bracht Soulwax haar tweede plaat uit: Much Against Everyone's Advice. Producer van dienst was Dave Sardy, de man van Barkmarket. De band had ondertussen een aantal veranderingen van bezetting doorgemaakt. Piet Dierickx was vertrokken als drummer (hij zou later drummer zijn in de groep Drums Are for Parades) en werd vervangen door Stephane Misseghers, en verder werd de band versterkt met Inge Flipts op keyboard. Opnieuw werd de plaat goed onthaald, en opnieuw vertaalde dit zich niet onmiddellijk in commercieel succes. Het begon pas echt los te lopen twee jaar na de verschijning van de plaat, toen deze opeens aansloeg in Groot-Brittannië. Soulwax toerde meer dan drie jaar met MAEA en speelde in het voorprogramma van onder andere Muse en de Wannadies.
Ondertussen was er een tweede project ontstaan van de broers Dewaele. Ze draaiden al eens een dj-set, eerst onder de naam The Flying Dewaele Brothers, later The Fucking Dewaele Brothers. Nadat een Soulwaxconcert afgelopen was, verveelden de broers zich, en als remedie gingen ze dan naar clubs waar ze vroegen of ze zelf mochten dj'en, meestal omdat ze de muziek die gedraaid werd slecht vonden. Wat puur uit verveling begon, liep al snel uit de hand en groeide na verloop van tijd boven hun hoofd. In 2001 brachten ze de proefsingle Theme From Discotheque uit onder de naam Samantha Fu. In 2002 deden ze het onder hun eigen naam met hun mixalbum As Heard On Radio Soulwax pt. 2, die uitkwam onder de naam 2manydjs.
Terwijl de beide broers de wereld afreisden als 2manydjs, werkten ze ondertussen aan de derde Soulwaxplaat. De gerenommeerde Marc - Flood - Ellis bood zijn diensten aan als producer. Het was een moeilijk derde: de verwachtingen waren hoog gespannen en iedereen ging ervan uit dat het een danceplaat ging worden, geïnspireerd op de dj-set van de broers. Ook nu deed er zich weer een personeelswissel voor. Stephane Misseghers verliet de band en werd later drummer bij die andere Belgische band, dEUS, en werd vervangen door de huidige drummer Steve Slingeneyer. Om de plaat live te brengen, werd de groep ook versterkt door gitarist Dave Martijn, die ook gitarist is bij Goose.
Uiteindelijk kwam Any Minute Now uit in 2004. De meningen waren verdeeld. Het is een donkere, harde rockplaat geworden die met momenten heel elektronisch aanvoelt. Sommigen vinden dit een geniale zet en zien het als een hybride plaat tussen electro en dance, anderen vinden dat Soulwax gecapituleerd heeft door te kiezen voor het succes dat ze als 2manydjs oogstten en willen verderzetten met Soulwax in de dancescene. In elk geval bleek de groep live niet echt zijn draai te vinden met de nieuwe plaat. Ze gelastten zelf een deel van de tournee af om zich opnieuw te bezinnen in het repetitiekot. Een jaar later lag Soulwax Nite Versions in de rekken. Het is een bewerking van Any Minute Now die compleet de kaart van de synthesizers trekt. Het oorspronkelijke idee was om zowel Any Minute Now en Nite Versions als dubbelalbum uit te brengen, maar Pias wilde dat er snel een plaat kwam en besloot de twee na elkaar uit te brengen en niet te wachten tot beide klaar waren.
Vanaf 2005 leek Soulwax zijn draai te hebben gevonden. Live liep het goed. Pias zelf had het moeilijk om de band te promoten: in de dancescene werden ze beschouwd als rockband en in de rockscene werden ze gezien als danceact.
In de jaren die volgden, ging het hard voor Soulwax en 2manydjs. Beiden speelden vaak op dezelfde avond. Na een tijdje kreeg dit concept zelfs een naam mee: Radio Soulwax. Dit wil zeggen dat de Dewaeles zowel met hun band speelden als een dj-set draaiden en dat ze bevriende bands en dj's uitnodigden om de avond te vullen. Ondertussen werd 2manydjs ook vaak gevraagd remixen te maken. In 2007 kwam Most of the Remixes uit. Bijzonder is dat de remixen gespeeld werden door Soulwax en dat ze dit ook live brachten in combinatie met Soulwax Nite Versions.
Rond deze periode drong er zich een nieuw concept op: Soulwaxmas. Toen Most of the Remixes uitkwam, moest Soulwax voor die plaat nog in België optreden. Omdat dit rond de kerstperiode van 2007 was, maakten ze er direct een hele Radio Soulwax-avond van en doopte deze om tot Soulwaxmas. De bezetting bestond uiteraard uit Soulwax en 2manydjs aangevuld met bevriende bands en dj's. In de jaren nadien zou dit elke kerstperiode georganiseerd worden, niet enkel in België, maar ook in Frankrijk, Groot-Brittannië, Duitsland, Italië en Spanje.
Alles begon zeer hectisch te worden. Er werd getoerd, remixen gemaakt, nieuwe nummers afgewerkt, de Dewaelebroers produceerden ook enkele platen van bevriende artiesten zoals Tiga en Das Pop. Pias vond dat er een documentaire over de tournee moest komen om dit alles in beeld te brengen. Eerst was de groep niet zo enthousiast, maar toen ze carte blanche kregen over hoe de film er moest uitzien en wie regisseur zou zijn, stemden ze toe. Saam Farahmand ging gedurende 18 maanden telkens een paar weken mee op tournee om beelden te maken. Hiervoor gebruikte hij slechts één camera. De film Part of the Weekend Never Dies kwam uit in het najaar van 2008 en er volgde een wereldwijde tournee op.
Na de tournee die volgde op Part of the Weekend Never Dies ging iedereen ervan uit dat Soulwax aan hun volgende plaat zou beginnen. Dit gebeurde niet. In plaats daarvan richtten ze een nieuwe groep op, Die Verboten, bestaande uit Stephen en David Dewaele, Hery Riton en Fergadelic. Ze brachten Live In Eivissa uit, een krautrockplaat die enkel op vinyl verscheen en waarvan er maar 300 exemplaren zijn gedrukt.
Daarna ging het gerucht rond dat de broers werkten aan een grootschalig project: Radio Soulwax. Hiermee wordt niet verwezen naar de avonden die ze onder deze naam organiseerden, maar bedoelden ze een soort van online radiostation. Uiteindelijk zouden de broers er bijna drie jaar aan werken om het nadien gratis en voor iedereen online te zetten. Op 4 juli 2011 werd duidelijk wat Radio Soulwax eigenlijk precies is. Het was 24 uur muziek, telkens met een bepaald thema gebaseerd op de platenhoes, die online kwamen. Niet alleen was het muziek, elk uur was ook geanimeerd aan de hand van de platenhoes. De thema's gingen van New Beat tot Hardcore Punk, en van hiphop tot uitsluitend gitaarriffs.
Op het moment dat Radio Soulwax onthuld werd, bleek dat 2manydjs dit concept al twee jaar live brachten. Hun dj-sets werden vanaf 2009 aangevuld met visuals. Op het moment dat bijvoorbeeld Breed van Nirvana weerklonk, werd op het scherm dat zich achter de dj-booth bevond de hoes met de zwemmende baby geanimeerd. Die show kreeg de naam Under The Covers mee, en op Radio Soulwax zijn drie uren terug te vinden met de muziek en visuals die ze de afgelopen jaren als 2manydjs hebben gespeeld.
Ondertussen begon Soulwax aan een nieuwe, zij het kleine, tournee door Korea en Japan in augustus 2012. Hierbij deed zich opnieuw een personeelswissel voor: Steve Slingeneyer verliet de drums en Bent Van Looy, frontman van Das Pop, nam zijn plaats over.
In 2015 verzorgde Soulwax de soundtrack voor de film Belgica van Felix Van Groeningen, deze film kwam in maart 2016 uit. Op de soundtrack is de naam Soulwax niet te zien, voor de film hebben ze enkele gelegenheidsbands gevormd waaronder White Virgins, Rubberband, Noah's Dark en The Shitz. De eerste single van deze soundtrack geschreven door Soulwax genaamd How Long, uitgevoerd door The Shitz kwam op 28 januari 2016 uit.
In 2017 werd het langverwachte nieuwe album aangekondigd. From Deewee werd genoemd naar hun gelijknamige opnamestudio waar de plaat in één take werd opgenomen. Voor dit album werden drie drummers ingeschakeld: Igor Cavalera, Blake Davies en Victoria Smith, alsook Laima Leyton op synthesizer. Met het album wonnen ze de Music Industry Award voor beste album van 2017, hun eerste MIA ooit.
Voor het radioprogramma Essential Mix op de Britse radiozender BBC Radio 1 schreven ze in mei 2017 op slechts twee weken tijd 12 nieuwe nummers, die allen draaiden rond het woord essential. In juni 2018 werden de nummers uitgebracht op het album Essential.
Op 7 augustus 2020 lanceerde Soulwax het nieuwe Pro League Anthem dat ze in samenwerking met Cedric Engels en Phile Bokken (Sonhouse) hebben gemaakt op basis van voetbalgeluiden en samples van de voetbalsupporters. Het anthem werd onmiddellijk opgepikt als catch of the day op Studio Brussel.

## Trivia
- Op TMF presenteerden de broers Dewaele het programma Alter8.
- Soulwax heeft ook hun eigen radiostation in de game GTA V: Soulwax FM.

## Discografie

### Ep
- 2nd handsome blues (1995)
- Live in Eivissa (ep, 2009) (als Die Verboten)

### Studioalbums
- Leave the story untold (1996)
- Much against everyone's advice (1998)
- As heard on Radio Soulwax pt.2 (2002) (als 2manydjs)
- Any minute now (2004)
- Nite Versions (2005)
- This Is Radio Soulwax (2006) dj-mixalbum
- Most of the Remixes (2007)
- Die Verboten '2007' (2015) (als Die Verboten)
- Part of the weekend never dies (dvd, 2008)
- From Deewee (2017)
- Close to Paradise (2017)
- Essential (2018)
- DEEWEE Sessions, Vol. 1 (2020)
- Nite Versions (15 Year Anniversary Edition) (2020)

### Scores
- Steve + Sky (Original Soundtrack) (2004)

- Belgica (Original Soundtrack) (2016)

### Singles
- 2nd Handsome Blues (1995)
- Caramel (1996)
- Kill Your Darlings (1996)
- Hammers & Tongues (1996)
- Conversation Intercom (2000)
- Much Against Everyone's Advice (2000)
- Too Many DJ's (2000)
- Samantha Fu - Theme from Discotheque (2001)
- Conversation Intercom (remix) (2001)
- Any Minute Now (2004)
- E Talking (2005)
- NY Excuse (2005)
- The Shitz - How Long (2015)

### Remixes
- dEUS - "Everybody's Weird"
- Einstürzende Neubauten - "Stella Maris"
- Kolk - "Uma"
- Tahiti 80 - "Heartbeat"
- Zita Swoon - "My Bond with You and Your Planet: Disco!"
- Muse - "Muscle Museum"
- Lords of Acid - "I Sit on Acid 2000"
- Sugababes - "Round Round"
- Argent - "Hold Your Head Up"
- Kylie Minogue - "Can't Get You Out of My Head"
- Ladytron - "Seventeen"
- Playgroup - "Make It Happen"
- DJ Shadow - "Six Days"
- Felix Da Housecat - "Rocket Ride"
- LCD Soundsystem - "Daft Punk Is Playing at My House"
- Daft Punk - "Robot Rock"
- Gorillaz - "Dare"
- Gossip - "Standing in the Way of Control"
- Robbie Williams - "Lovelight"
- Klaxons - "Gravity's Rainbow"
- Justice - "Phantom Pt. II"
- LCD Soundsystem - "Get Innocuous"
- Hot Chip - "Ready for the Floor"
- Human Resource vs 808 State - "Dominator"
- West Phillips - "Sucker for a Pretty Face"
- Rolling Stones - "You Can't Always Get What You Want"
- Walter Murphy & The Big Apple Band - "A Fifth of Beethoven"
- The Chemical Brothers - "Hey Boy Hey Girl"
- MGMT - "Kids"
- Tiga - "Beep, Beep, Beep"
- Dizzee Rascal - "Bonkers"
- Late Of The Pier - "Best in the Class"
- Paul Chambers - "Yeah, Techno!"
- LCD Soundsystem - "You Wanted a Hit"
- Arcade Fire - "Sprawl II"
- Joe Goddard feat. Valentina - "Gabriel"
- Goose - "Synrise"
- Metronomy - "Love Letters"
- Tame Impala - "Let It Happen"
- Hot Chip - "Huarache Lights"
- David Bowie - "Rebel Rebel"
- De Staat (band) - KITTY KITTY
- Fontaines D.C. - "A Hero's Death"

### Producties voor andere groepen
- Tiga - Sexor (2006)
- Tiga - Ciao! (2009)
- Peaches - Talk to Me (2009)
- Das Pop - Das Pop (2009)
- Crookers - We Love Animals (with Mixhell) (2010)
- Hot Chip - Freakout/Release (2022)
- Bolis Pupul - Letter to Yu (2024)